# 埃克里耶讷
埃克里耶讷（法語：Écriennes，法語發音：[ekʁijɛn]）是法国马恩省的一个市镇，属于维特里勒弗朗索瓦区。

## 地理
埃克里耶讷（48°41'30"N, 4°41'2"E）面积6.36 平方千米，位于法国大東部大區马恩省，该省份为法国东北部内陆省份，北起阿登省，西北接埃纳省，西南接塞纳-马恩省，南至奥布省，东南接上马恩省，东临默兹省。
与埃克里耶讷接壤的市镇（或旧市镇、城区）包括：法夫雷斯、吕克塞蒙和维洛特、马蒂尼库尔-贡库尔、蒂耶布勒蒙-法雷蒙、沃克莱尔。

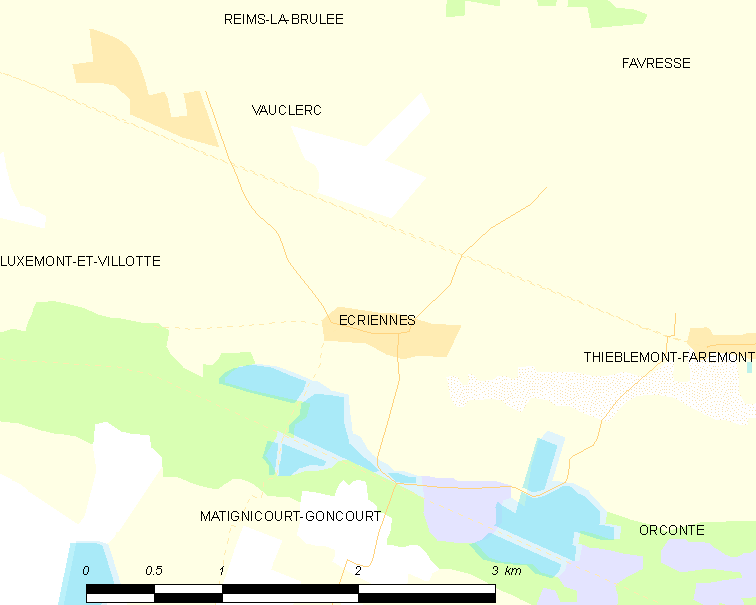
埃克里耶讷的OSM定位图

埃克里耶讷的时区为UTC+01:00、UTC+02:00（夏令时）。

## 行政
埃克里耶讷的邮政编码为51300，INSEE市镇编码为51224。

## 政治
埃克里耶讷所属的省级选区为塞迈兹莱班县。

## 人口

1962-2008年间埃克里耶讷人口变化图示

埃克里耶讷于2022年1月1日时的人口数量为166人。